# Йонна Андерссон
Йонна Андерссон (швед. Jonna Andersson; нар. 2 січня 1993) — шведська футболістка, срібна призерка Олімпійських ігор 2016 року.

## Виступи на Олімпіадах
| Олімпіада           | Дисципліна | Місце |
| ------------------- | ---------- | ----- |
| Ріо-де-Жанейро 2016 | футбол     | 2     |